# Azygia lucii
Azygia lucii är en plattmaskart. Azygia lucii ingår i släktet Azygia och familjen Azygiidae. Inga underarter finns listade i Catalogue of Life.